# Eriodictyon altissimum
Eriodictyon altissimum là loài thực vật có hoa trong họ Mồ hôi. Loài này được P.V.Wells mô tả khoa học đầu tiên năm 1962.